# Ключи от рая (фильм, 1975)
Ключи от рая (латыш. Paradīzes atslēgas) — советский остросюжетный художественный фильм режиссёра Алоиза Бренча, снятый по сценарию Владимира Кузнецова и Сергея Александрова на Рижской киностудии в 1975 году.
Второй фильм кинодилогии, объединённой одними персонажами (милиционеры: Янис Крастыньш, Лаукс, Язеп Карлович; преступники: Эвальд Апсе, Павел Насонов). Первый фильм назывался «Свет в конце тоннеля» (1974).

## Сюжет
Смерть зубного протезиста Якова Бельского оказывается убийством. Подозрения падают на модельершу Регину Дембовскую, с которой был близок покойный.
Капитан милиции Янис Крастыньш, участвующий в расследовании, устанавливает связь убийства с махинациями валютчиков, обменивающих алмазы на золото, доставляемое из-за границы. Мужество, находчивость и знание психологии позволяют ему сделать правильные выводы.[какие?]

## В ролях
- Улдис Пуцитис — Янис Крастиньш (озвучивает Александр Белявский)
- Улдис Думпис — Лаукс
- Владимир Осенев — Павел Насонов
- Елена Козелькова — Регина Дембовская
- Бронюс Бабкаускас — Арвид Витолс
- Карлис Тренцис — Язеп Карлович
- Леонардас Зельчюс (в титрах Л. Зелчус) — Яков Антонович Бельский (озвучивает Ростислав Плятт)
- Янис Мелдерис — Харольд
- Волдемар Лобиньш — Павловский («Якут»)
- Волдемар Зандберг — Гинтарс
- Харий Лиепиньш — Эвалд Апсе
- Хелга Данцберга — Мария Антоновна
- Дзидра Ритенберга — жена Насонова
- Освальд Кубланов — Гусейнов
- Янис Целмс — Гроут
- С. Ауна — Майга

## Съёмочная группа
- Авторы сценария: Владимир Кузнецов, Сергей Александров
- Режиссёр-постановщик: Алоиз Бренч
- Оператор-постановщик: Рихард Пикс
- Композитор: Иварс Вигнерс
- Художник-постановщик: Гунарс Балодис